# Lac-Achouakan
Lac-Achouakan est un territoire non organisé situé dans la municipalité régionale de comté de Lac-Saint-Jean-Est, dans la région administrative du Saguenay–Lac-Saint-Jean, au Québec.

## Géographie
Il couvre une superficie de 227 km2.
La rivière aux Écorces délimite l'ouest du territoire en coulant vers le nord-est.
À partir de son crénon, dans le sud-est, la rivière Morin coule vers le nord-est.
À partir du lac du Virage, dans le sud, la rivière Sawine coule vers le nord-est.
À partir du lac Pika, dans le sud, la rivière Pika coule vers le nord-est.

## Histoire
Son nom a été officialisé le 13 mars 1986. Le lac Achouakan, qui se déverse dans la rivière aux Écorces, tire son nom du montagnais et signie « lac du pont ».

## Démographie
- 0 hab. (2006)